# Leptostylis gamoi
Leptostylis gamoi is een zeekommasoort uit de familie van de Diastylidae. De wetenschappelijke naam van de soort is voor het eerst geldig gepubliceerd in 1972 door Reyss.